# 溴化铅
溴化铅是一种无机化合物，化学式为PbBr2。它是白色粉末，可以在传统的含铅汽油的燃烧中产生。

## 制备与来源
溴化铅可以由可溶性铅盐和溴化物反应得到，这种制备方法利用了溴化铅在水中溶解度小的性质——0℃时100 g水仅溶解0.455 g溴化铅。而它在沸水中的溶解度是这个的十倍。
2 NaBr + Pb(NO3)2 → 2 NaNO3 + PbBr2↓
| 温度（°C） | 0     | 10   | 20   | 30   | 40  | 60   | 80   | 90   | 100  |
| ---------- | ----- | ---- | ---- | ---- | --- | ---- | ---- | ---- | ---- |
| 溶解度     | 0.455 | 0.63 | 0.86 | 1.12 | 1.5 | 2.29 | 3.32 | 3.86 | 4.55 |

由于含铅汽油的使用，溴化铅在环境中普遍存在。四乙基铅曾被广泛用于改善汽油的燃烧性能。为了防止生成的氧化铅污染發动机，于是用有机溴化合物处理汽油，有机溴化合物将氧化铅转化为更易挥发的溴化铅，然后将其从發动机中排出到环境中去。

## 化学性质
氢气可以将溴化铅还原为铅。溴化铅在浓盐酸中可以转化为氯化铅，在碘化物溶液中转化为碘化铅。
溴化铅和钾或钠的混合物在敲击时可以发生爆炸。Cd在360℃可以与溴化铅发生置换反应。

## 配合物
溴化铅可以形成[PbBr3]−离子的配合物，如[C6H11N2][PbBr3]、[CH3NH3][PbBr3]等。

## 安全
与其他含铅化合物一样，国际癌症研究机构（IARC）将溴化铅分类为“可能对人类致癌”（2A类）。因此，将含铅汽油中的铅转化为溴化铅排放到环境中引起过巨大的争议。